# Whitney Houston Hologram Tour
An Evening with Whitney: The Whitney Houston Hologram Tour är den postuma turnén med Whitney Houstons hologram. Turnén började i Europa den 25 februari 2020 och avslutas i Stockholm den 1 april för att sedan börja i Nordamerika.

## Bakgrund
Base Hologram och the Estate of Whitney E. Houston presenterade att produktionen ska återförena publiken med Houston genom hologramteknik för att skapa en levande musikalisk föreställning. Föreställningen är regisserad och koreograferad av Fatima Robinson, och har med dansare, sångare och ett liveband. Hologrammet i konserterna kommer framföra Houstons hitsinglar  "I Will Always Love You", "I Wanna Dance with Somebody (Who Loves Me)", samt Kygos producerade coversingel av Steve Winwood "Higher Love".

## Kritik
Fans har riktat skarp kritik till konserten då den enligt tidningen UK Mirrors exploaterar Houstons namn för pengar. CNN har rapporterat att folk inte heller gillar tanken på att avlidna sångare som Whitney Houston och Amy Winehouse projekteras upp på en scen. Malin Collin, journalist för TV4 uttryckte sig i programmet Efter fem att det är motsatsen till att vila i frid.

## Konsertdatum
| Datum            | Stad        | Land          | Plats                    |
| Europe           | Europe      | Europe        | Europe                   |
| ---------------- | ----------- | ------------- | ------------------------ |
| 25 februari 2020 | Sheffield   | England       | Irwin Mitchell Oval Hall |
| 27 februari 2020 | Liverpool   | England       | M&S Bank Arena           |
| 28 februari 2020 | Manchester  | England       | O2 Apollo                |
| 29 februari 2020 | Leeds       | England       | First Direct Arena       |
| 1 mars 2020      | Glasgow     | Skottland     | SEC Armadillo            |
| 3 mars 2020      | Dublin      | Irland        | Bord Gáis Energy Theatre |
| 4 mars 2020      | Birmingham  | England       | Arena Birmingham         |
| 5 mars 2020      | Bournemouth | England       | Windsor Hall             |
| 6 mars 2020      | Cardiff     | Wales         | Motorpoint Arena         |
| 7 mars 2020      | Brighton    | England       | Brighton Centre          |
| 9 mars 2020      | Nottingham  | England       | Royal Concert Hall       |
| 10 mars 2020     | London      | England       | Eventim Apollo           |
| 12 mars 2020     | Bryssel     | Belgien       | Henry Le Bœuf Hall       |
| 13 mars 2020     | Amsterdam   | Nederländerna | AFAS Live                |
| 14 mars 2020     | Gent        | Belgien       | Capitole                 |
| 15 mars 2020     | Paris       | Frankrike     | Salle Pleyel             |
| 20 mars 2020     | Berlin      | Tyskland      | Admiralspalast           |
| 21 mars 2020     | Bratislava  | Slovakien     | Incheba Expo Arena       |
| 22 mars 2020     | Wien        | Österrike     | Stadthalle F             |
| 23 mars 2020     | Milano      | Italien       | Teatro degli Arcimboldi  |
| 26 mars 2020     | Prag        | Tjeckien      | Kongresový sál           |
| 29 mars 2020     | Köpenhamn   | Danmark       | Forum Black Box          |
| 30 mars 2020     | Oslo        | Norge         | Folketeateret            |
| 1 april 2020     | Stockholm   | Sverige       | Cirkus                   |

Festivaler och andra diverse uppträdanden
A Denna konsert är en del av "City Sounds Festival"
Inställda och framflyttade uppträdanden
| March 2, 2020  | Aberdeen, Skottland        | P&J Live                          | Inställd                      |
| March 19, 2020 | Zürich, Schweiz            | Samsung Hall                      | Inställd                      |
| March 23, 2020 | Bratislava, Slovakien      | Incheba Expo Arena                | Framflyttad till 21 mars 2020 |
| March 25, 2020 | Köpenhamn, Danmark         | Forum Black Box                   | Framflyttad till 29 mars 2020 |
| March 26, 2020 | Oslo, Norge                | Folketeateret                     | Framflyttad till 30 mars 2020 |
| March 28, 2020 | Stockholm, Sverige         | Cirkus                            | Framflyttad till 1 april 2020 |
| March 30, 2020 | Saint Petersburg, Ryssland | Oktyabrskiy Big Concert Hall      | Inställd                      |
| March 31, 2020 | Moskva, Ryssland           | State Kremlin Palace              | Inställd                      |
| April 2, 2020  | Kiev, Ukraina              | National Palace of Arts "Ukraina" | Inställd                      |
| April 3, 2020  | Minsk, Vitryssland         | Palace of the Republic            | Inställd                      |